# Andrzej Stróżny
Andrzej Stróżny (ur. 3 kwietnia 1970 w Pankach) – polski funkcjonariusz służb specjalnych (ABW i CBA) oraz Policji, w latach 2020–2023 Szef Centralnego Biura Antykorupcyjnego.

## Życiorys
Pochodzi z Panek pod Kłobuckiem. Ukończył prawo na Uniwersytecie im. Adama Mickiewicza w Poznaniu. Po odbyciu w latach 1990–1992 zasadniczej służby wojskowej w Żaganiu rozpoczął służbę w Policji. Pełnił funkcję kierownika sekcji zabójstw oraz Zastępcy Naczelnika Wydziału do walki z przestępczością przeciwko życiu i zdrowiu. Zakończył służbę w Policji w stopniu starszego aspiranta.
1 października 2006 rozpoczął służbę w Agencji Bezpieczeństwa Wewnętrznego jako pełniący obowiązki dyrektora Departamentu Postępowań Karnych, a następnie od 1 kwietnia 2007 do 21 listopada 2007 dyrektor Departamentu Przeciwdziałania Korupcji i Przestępczości Zorganizowanej (przekształconego z dniem 27 września 2007 w Departament Zwalczania Przestępczości Zorganizowanej). Od 2008 do 2015 kontynuował służbę w ABW na stanowisku eksperta (w obszarach zwalczania terroryzmu i kontrwywiadu). W grudniu 2015 objął stanowisko dyrektora Delegatury ABW w Katowicach w stopniu kapitana. Po restrukturyzacji Agencji Bezpieczeństwa Wewnętrznego we wrześniu 2017 właściwość miejscowa Delegatury ABW w Katowicach obejmowała oprócz województwa śląskiego także województwa łódzkie, małopolskie i opolskie. Służbę w ABW zakończył w stopniu pułkownika.
20 lutego 2020 decyzją Prezesa Rady Ministrów Mateusza Morawieckiego został pełniącym obowiązki Szefa CBA (po zakończeniu kadencji Ernesta Bejdy). Z dniem 20 maja 2020 Prezes Rady Ministrów powołał płk. Andrzeja Stróżnego na Szefa CBA. W grudniu 2023 został odwołany z tego stanowiska.
W dniu 25 kwietnia 2007 podczas realizacji przez ABW zleconych przez prokuraturę czynności procesowych zatrzymania posłanki Barbary Blidy i jej doprowadzenia do prokuratury, doszło do jej samobójczej śmierci w wyniku postrzelenia się z ukrytej w toalecie broni palnej. Niedługo później na miejscu zdarzenia znalazł się Andrzej Stróżny będący wówczas dyrektorem Departamentu Zagrożeń Strategicznych ABW wraz z Zastępcą Szefa ABW Grzegorzem Ocieczkiem. W związku z tym w 2009 był przesłuchiwany przez sejmową komisję śledczą, która w raporcie końcowym twierdziła, że „Andrzej Stróżny po pouczeniu i odebraniu od niego przysięgi powiedział nieprawdę” a szef służby Krzysztof Bondaryk pozbawił go certyfikatu dającego dostęp do tajemnic państwowych. Komisja śledcza twierdziła, że zarówno Andrzej Stróżny jak i Grzegorz Ocieczek przebywali wówczas w Katowicach w celu osobistego nadzorowania czynności realizowanych wobec Barbary Blidy, podczas gdy Andrzej Stróżny zeznał, że obaj pochodzą z Katowic, gdzie nadal mieszkają ich rodziny, zaś tego dnia znajdowali się w tym mieście z przyczyn osobistych (Andrzej Stróżny przyjechał z Warszawy na odbywające się 24 kwietnia urodziny córki, zaś Grzegorz Ocieczek na uroczystości pogrzebowe bliskiego). Prokuratura nie zakwestionowała tych zeznań płk. Andrzeja Stróżnego przed sejmową komisją śledczą i nie wszczęła postępowania o składanie fałszywych zeznań.

## Życie prywatne
Żonaty, ma dwoje dzieci: Maję Stróżny oraz Aleksandra Stróżnego. Mieszka w Katowicach.
Odznaczony m.in. Srebrnym i Brązowym Krzyżem Zasługi, Brązowym Medalem za Zasługi dla Straży Granicznej oraz Brązową Odznaką „Zasłużony Policjant”. Otrzymał także Medal Trzydziestolecia Powołania Straży Granicznej.
Jest gitarzystą i wokalistą zespołu rockowego El.Pank.El.